# Emblethis verbasci
Espèce
Emblethis verbasci est une espèce d'insectes du sous-ordre des hétéroptères et de la famille des Lygaeidae.